# Flying Heroes
Flying Heroes est un jeu vidéo de action développé par 2K Czech et édité par 2K Games, sorti en 2000 sur Windows.

## Accueil
- GameSpot : 7,8/10[1]